# ميغيل مونيوز
ميغيل مونيوز (بالإسبانية: Miguel Muñoz)‏ هو مدرب كرة قدم إسباني.

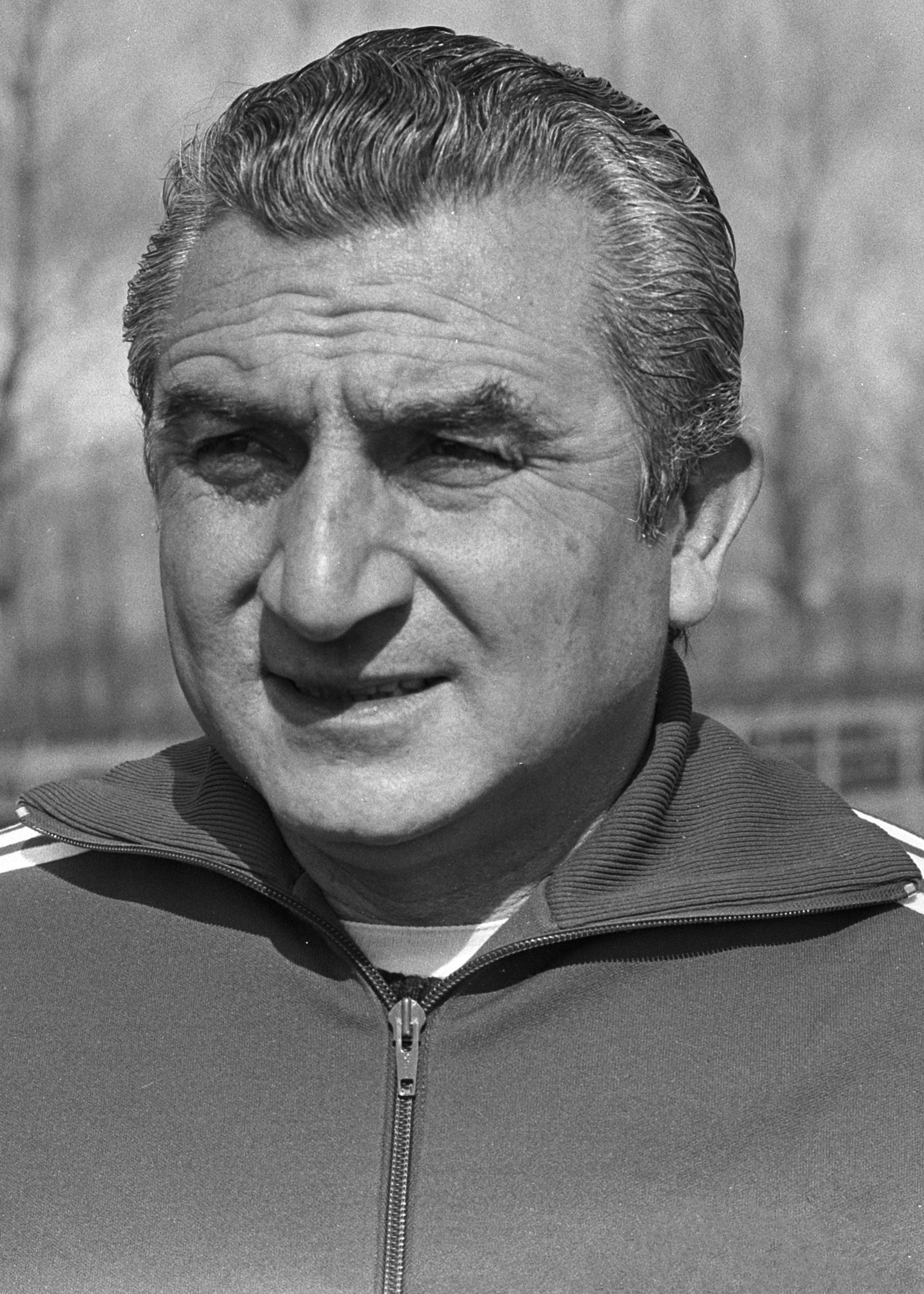
ميغيل مونيوز

ميغيل مونوز احرز مع ريال مدريد بطولة الدوري 9 مرات من بينها 5 مرات متتالية كاول فريق يفعلها، دوري الأبطال مرتين، وبطولة الكأس مرتين، وكأس العالم مرة واحدة، واعاد بناء فريق ريال مدريد بعد أن اعتزل الاساطير ولم يغيب فيها الفريق كثيرا عن الساحة، بالفعل.
انه أسطورة التدريب في ريال مدريد، ففي الـ 14 من يناير لعام 1974 تقدم مونوز إلى الرئيس سنتياغو برنابيو بطلب اعفاء من تدريب الفريق، وبعد مشاورات مع المدرب وافق سنتياغو على طلبه.

## روابط خارجية
- ميغيل مونيوز على موقع الاتحاد الدولي (مؤرشف)  (الإنجليزية)
- ميغيل مونيوز على موقع قاعدة بيانات كرة القدم.إي يو (الإنجليزية)
- ميغيل مونيوز على موقع ناشيونال فوتبول تيمز (الإنجليزية)
- ميغيل مونيوز على موقع كووورة